# Plectiscidea helleni
Plectiscidea helleni är en stekelart som beskrevs av Humala 2003. Plectiscidea helleni ingår i släktet Plectiscidea och familjen brokparasitsteklar. Inga underarter finns listade i Catalogue of Life.